# Río Fervedoira
Río Fervedoira är ett vattendrag i Spanien.   Det ligger i provinsen Provincia de Lugo och regionen Galicien, i den nordvästra delen av landet, 400 km nordväst om huvudstaden Madrid.